# HMNB Devonport
His Majesty's Naval Base (Námořní základna Jeho Veličenstva) - HMNB Devonport je jedna ze tří námořních základen Royal Navy (ostatní jsou HMNB Clyde a HMNB Portsmouth). HMNB Devonport se nachází v Devonportu, části města Plymouth v kraji Devon ve Velké Británii. Je to největší námořní základna v západní Evropě a jediná s nukleárními zařízeními pro Royal Navy. Blízký Royal Dockyard vlastní Námořní divize Babcock International Group (BM), která převzala předchozího vlastníka Devonport Management Limited (DML) v roce 2007. BM se běžně říká Devonport Dockyard.
Námořní základně v Devonportu se někdy přezdívá Guz - to odkazuje na Guz, což je zastaralá jednotka délky používaná v částech Asie. Je v každé oblasti jiná a odpovídá přibližně yardu. Guz = yard (dockyard).
HMNB Devonport je domácí základna Devonportské flotily (Devonport Flotilla), která má největší loď Royal Navy – HMS Ocean a ponorek třídy Trafalgar.

## Historie

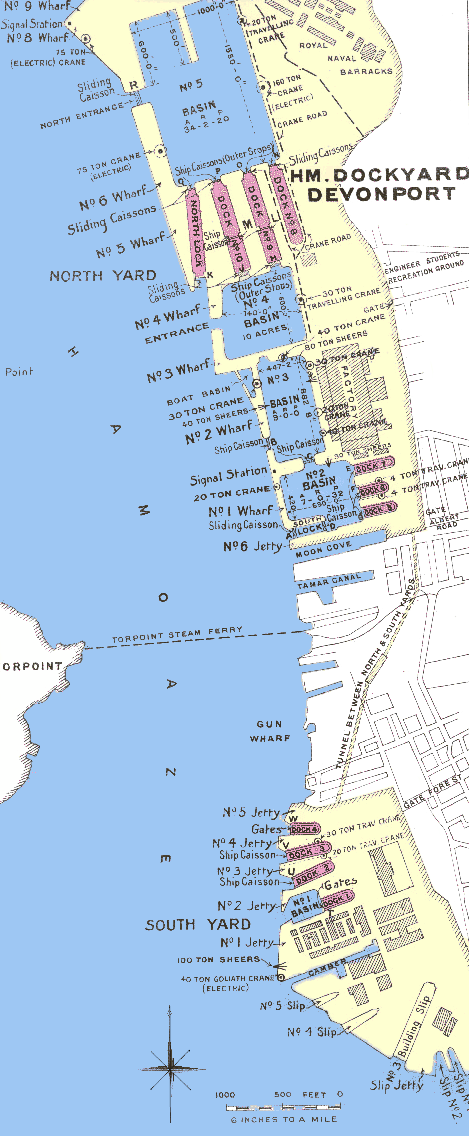
Devonport v roce 1909

V roce 1588 útočily lodě Navy na španělskou armádu v ústí řeky Plym, čímž začaly vojenskou přítomnost v Plymouthu. Sir Francis Drake zanechal v Devonportu trvalý odkaz, když se základně začalo říkat HMS Drake.
V roce 1689 vládl v Anglii Vilém III a okamžitě začal budovat nové loděnice. Město Plymouth ale označil za nedostačující. Několik mil od Plymouthu po pobřeží bylo místo Hamoaze, které je částí řeky Tamar, označeno za vhodné. Stavba "Loděnice v Hamoaze" začala roku 1691.

## Dnes
Loděnice sestává ze 14 suchých doků (mají čísla 1 až 15, ale chybí dok číslo 13), 6 km pobřeží, 25 přílivových/odlivových míst, 5 doků a území o velikosti 2,6 km². Je to základna 7 ponorek třídy Trafalgar a hlavní základna s výbavou pro všechny jaderné ponorky Navy. Práce byla dokončena společností Carillion roku 2002, která budovala základnu s výbavou pro ponorky třídy Vanguard, které jsou osazeny jadernými raketami Trident.
Místní obyvatelé a turisté mohou navštěvovat základnu ve "Dnech Navy" (tři dny, kdy měli návštěvníci přístup na základnu, mohli jít i na palubu lodí Navy a pozorovat různé přístroje). Mezi nejpopulárnější atrakce patří nukleární ponorka HMS Courageous, použitá i ve válce o Falklandy.
Devonport slouží jako velitelství FOST, které trénuje všechny lodě Navy, RFA a dalších zahraničních námořních služeb.
Námořní muzeum Plymouth je muzeum pod správou v Devonportu.

## Devonportská flotila
Lodě v tomto přístavu jsou známé jako Devonportská flotila. Patří sem útočné lodě Navy HMS Ocean, HMS Albion and HMS Bulwark. Také slouží jako domácí přístav pro průzkumné lodě Royal Navy a nemálo fregat typu 22 a typu 23. Předchozí komodor Devonportské flotily byl Peter Walpole, který velel od září 2005.

### Letadlové lodě
- HMS Ocean
- HMS Albion
- HMS Bulwark

### Fregaty typu 22
- HMS Campbeltown
- HMS Cornwall
- HMS Chatham
- HMS Cumberland

### Fregaty typu 23
- HMS Argyll
- HMS Monmouth
- HMS Montrose
- HMS Northumberland
- HMS Portland
- HMS Somerset
- HMS Sutherland

### Ponorky třídyTrafalgar
- HMS Trafalgar
- HMS Turbulent
- HMS Tireless
- HMS Torbay
- HMS Trenchant
- HMS Talent
- HMS Triumph

### Průzkumné lodě
- HMS Echo
- HMS Enterprise
- HMS Gleaner
- HMS Roebuck
- HMS Scott

## Další lodě
- RFA Argus

## Další jednotky
- FOSA
- Hydrografická, meteorologická a oceánografická společnost
- SMU
- SWAFRU

## Dny Navy
Dny Navy se konají každé dva roky, kdy se po tři dny na konci srpna otvírá pro návštěvníky velká část devonportských loděnic. Je to příležitost prohlédnout si základnu a hodně lodí Royal Navy a spojenců. Je zde hodně stanovišť a ukázek, což poskytuje informace o méně známých aspektech Royal Navy, např. záchranná služba ponorek Navy.